# Unión y Progreso, Tonalá
Unión y Progreso är en ort i Mexiko.   Den ligger i kommunen Tonalá och delstaten Chiapas, i den sydöstra delen av landet, 700 km sydost om huvudstaden Mexico City. Unión y Progreso ligger 46 meter över havet och antalet invånare är 132.
Terrängen runt Unión y Progreso är varierad. Runt Unión y Progreso är det ganska glesbefolkat, med 50 invånare per kvadratkilometer. Närmaste större samhälle är Tres Picos, 3,5 km sydväst om Unión y Progreso. Omgivningarna runt Unión y Progreso är en mosaik av jordbruksmark och naturlig växtlighet.